# Канадская епархия
Кана́дская епа́рхия (серб. Епархија канадска, англ. Diocese of Canada) — епархия Сербской православной церкви на территории Канады с кафедрой в городе Милтон, провинция Онтарио.

## История
Изначально сербские эмигранты в Канаде были прихожанами Американской и Алеутской епархии Русской православной церкви. Первый сербский приход был основан в 1912 году в Реджайне (Саскачеван) эмигарнтами из Баната. Вторая сербская община Канады в Гамильтоне (Онтарио) появилась в 1913 году.
После 1917 года, в связи с потерей связи Северо-Американской митрополии с Русской церковью, приходы стали выделяться по национальному признаку. 13 сентября 1921 года была образована Американо-Канадская епархия, объединявшая все сербские приходы в Новом свете.
В мае 1963 году была образована Восточноамериканская и Канадская епархия, когда ранее единая Американо-Канадской епархия Сербской православной церкви была разделена на 3 епархии.
26 мая 1983 года была образована Канадская епархия с кафедрой в Торонто, куда вошли все Канадские приходы Сербской православной церкви. На тот момент епархия насчитывала 8 приходов. За 30 лет их число возросло до 36.

## Епископы
- Христофор (Ковачевич) (26 мая 1983 — 8 июля 1984) в/у, еп. Восточно-Американский
- Георгий (Джокич) (8 июля 1984 — май 1992)
- Георгий (Джокич) (май 1992 — май 1994) в/у, еп. Милешевский
- Георгий (Джокич) (май 1994 — 20 апреля 2015)
- Ириней (Гаврилович) (20 апреля 2015 — 26 мая 2016) в/у, патриарх Сербский
- Митрофан (Кодич) (c 26 мая 2016)